# Női 10 méteres szinkronugrás a 2012-es úszó-Európa-bajnokságon
A női 10 méteres szinkronugrást a 2012-es úszó-Európa-bajnokságon május 17-én rendezték meg. Délután a selejtezőt, este a döntőt.

## Eredmény
| Helyezés | Versenyző                               | Ország             | Selejtező | Selejtező | Döntő  | Döntő    |
| Helyezés | Versenyző                               | Ország             | Pontok    | Helyezés  | Pontok | Helyezés |
| -------- | --------------------------------------- | ------------------ | --------- | --------- | ------ | -------- |
| Arany    | Tonia Couch / Sarah Barrow              | Egyesült Királyság | 310,20    | 1         | 319,56 | 1        |
| Ezüst    | Viktorija Potyehina / Julia Prokopcsuk  | Ukrajna            | 280,98    | 3         | 310,68 | 2        |
| Bronz    | Nora Subschinski / Christin Steuer      | Németország        | 293,34    | 2         | 303,93 | 3        |
| 4        | Audrey Labeau / Laura Marino            | Franciaország      | 278,85    | 4         | 290,31 | 4        |
| 5        | Julija Koltunova / Jekatyerina Petuhova | Oroszország        | 277,92    | 5         | 288,54 | 5        |
| 6        | Reisinger Zsófia / Kormos Villő         | Magyarország       | 257,67    | 6         | 260,16 | 6        |